# Качик
Качи́к (укр. Качик, крымскотат. Qaçıq, Къачыкъ) — солёное озеро на юге Керченского полуострова на территории Ленинского района. Площадь — 4,5 км², 4,52 км². Тип общей минерализации — солёное. Происхождение — лиманное. Группа гидрологического режима — бессточное.

## География
Входит в Керченскую группу озёр. Длина — 2,56 км. Ширина макс — 2,6 км, средняя — 1,1 км. Площадь водосбора — 164 км². Длина береговой линии — 12 км. Ближайшие населённые пункты: сёла Вулкановка и Яркое расположены севернее озера.
Качик отделён от Чёрного моря узким перешейком, который имеет узкий канал соединяющий воды озера и моря, по другим данным перешеек неразрывный. Озёрная котловина водоёма неправильной округлой удлинённой формы вытянутая с севера на юг с извилистой береговой линией. Юго-восточная часть озера частично отделена от большей части водоема выступом суши. На севере западной части озера к водоему примыкают солончаки, куда впадает два сухоречья; на севере восточной части — впадает балка сухоречья, водный режим который регулирует земельная дамба (насыпь). По южной береговой линии озера по перешейку проходит насыпная дорога с твердым покрытием местного значения сообщения идущая по южному побережью Керченского полуострова со стороны Узунларского озера до маяка Чаудинский, что расположен западнее озера на мысе Чауда.
Озеро зарастает водной растительностью преимущественно на опреснённых участках — в лагунах у пересыпей, в устьях впадающих балок, в зоне выходов подземных вод. Тут интенсивно развиваются различные водоросли, вплоть до цветения воды.
Среднегодовое количество осадков — 400—450 мм. Питание: поверхностные и подземные воды Причерноморского артезианского бассейна.